# Lubiesz
Lubiesz [pronunciación en polaco: /ˈlubjɛʂ/] (en alemán: Lubsdorf) es un pueblo ubicado en el distrito administrativo de Gmina Tuczno, dentro del condado de Wałcz, Voivodato de Pomerania Occidental, en el noroeste de Polonia. Se encuentra a unos 9 kilómetros al noreste de Tuczno, a 19 kilómetros al oeste de Wałcz, y a 108 kilómetros al este de la capital regional Szczecin.
El pueblo tiene una población de 230 habitantes.
Antes de 1772, el área fue parte del Reino de Polonia, y hasta 1945 de Prusia y Alemania. Para más información sobre su historia, consulte Condado de Wałcz.